# Fornasinius higginsi
Fornasinius higginsi är en skalbaggsart som beskrevs av John Obadiah Westwood 1874. Fornasinius higginsi ingår i släktet Fornasinius och familjen Cetoniidae. Inga underarter finns listade i Catalogue of Life.